# Баварска съветска република
Баварската съветска република е квазидържавно образувание, прогласено от съвет на работници и войници депутати на 13 април 1919 година в Мюнхен. Просъществува до 1 май 1919 година. Председател на народното събрание на Баварската съветска република е Ернст Толер, немски писател, член на Германска социалдемократическа партия. Председател на републиката е Евгений Левине.